# Uramustină
Uramustina este un medicament chimioterapic derivat de uracil, fiind un agent alchilant. Este utilizat în tratamentul limfoamelor.